# پشم‌بافی کشمیر
کارخانجات پشم‌بافی کشمیر یک کارخانۀ نساجی در شهر کرمانشاه در استان کرمانشاه بود که به تولید محصولات نساجی از قبیل نخ، پارچه، پتو و گونی از جنس پشم می‌پرداخت. این کارخانه در سال ۱۳۴۸ تأسیس شده‌بود و به دنبال خصوصی‌سازی در سال ۱۳۷۷،‌ در سال ۱۳۸۰ ورشکسته و تعطیل شد.

## تاریخچه
کارخانجات پشم‌بافی کشمیر در سال ۱۳۴۸ خورشیدی (۱۹۶۹ میلادی) توسط تاجر و کار‌آفرین یزدی، عطاالله افشار در کرمانشاه تأسیس شد. مکان کارخانه در بلوار شهید کشوری قرار داشت که در آن زمان به جادۀ‌ همدان موسوم بود و پس از آن به دلیل قرارگیری کارخانجات کشمیر، بلوار کشمیر نامیده می‌شد. این کارخانه به آماده‌سازی و ریسندگی الیاف نساجی و مشخصاً‌ الیاف کوتاه (پشم) می‌پرداخت و نخ، پارچه، پتو و گونی از جنس پشم تولید می‌کرد. از جمله تولیدات این کارخانه پارچۀ فاستونی بود.

## زمینۀ‌ فعالیت
کارخانجات پشم‌بافی کشمیر، به تولید پارچه و نخ از الیاف پشمی برای منسوجات خانگی و لباس می‌پرداخت. همجنین خدماتی از قبیل قلاب‌دوزی منسوجات، رنگ‌رزی و تکمیل محصولات در کارخانجات کشمیر انجام می‌شد.
کارخانۀ پشم‌بافی کشمیر در زمان فعالیتش سالیانه حدود ۵۰ هزار دوک در بخش نخ‌ریسی و ۵۰۰ هزار متر پارچۀ‌ پشمی در بخش پارچه‌بافی تولید می‌کرد. هم‌چنین دو کارخانۀ پتوبافی با ظرفیت ۱۰۰ هزار تخته پتو در سال در این کارخانه ساخته شده‌بود. علاوه بر این واحد دیگری از کارخانجات پشم‌بافی کشمیر در بیستون با نام «گونی‌بافی بیستون» فعالیت می‌کرد که سالیانه حدود ۹ تن گونی تولید می‌کرد.

## خصوصی‌سازی
خصوصی‌سازی کارخانۀ پشم‌بافی کشمیر از سال ۱۳۷۷ آغاز شد. با این حال مدیران خصوصی شرکت نتوانستند از عهدۀ‌ ادارۀ آن بر آیند. در تاریخ ۲۴ بهمن ۱۳۸۶ شرکت، بار دیگر و با مدیرانی جدید به بخش خصوصی واگذار شد.
در مهر ۱۳۸۶ اعلام شد که سهام پشم‌بافی کشمیر همراه با چندین کارخان و شرکت دیگر تا پایان ماه مهر از طریق بورس و مزایده به بخش خصوصی واگذار می‌شود.

هیئت عالی واگذاری در روز ۱۲ آبان ۱۳۸۶ تصویب کرد که ۳۲ درصد سهام شرکت کارخانجات پشم‌بافی کشمیر کرمانشاه به بخش خصوصی واگذار شود.

با خصوصی‌سازی کارخانۀ پشم‌بافی کشمیر، مشکلات مدیریتی و مالی متعددی در آن بروز کرد. در فاصلۀ خصوصی‌سازی تا زمان تعطیلی کارخانه، هیأت مدیره و رئیس کارخانه ۲ بار تغییر کردند و تعداد زیادی از کارگران نیز اخراج شدند.
کارخانۀ پشم‌بافی کشمیر از ۱۱ شهریور ۱۳۸۰ هیچ فعالیتی نداشته و تعطیل شده‌است.
در ۱۶ مرداد ۱۳۹۶، در مراسمی در مرکز همایش‌های بین‌المللی صدا و سیما از میان ۹۲ شرکت واگذارشده به صاحبان خصوصی ۹ شرکت به خاطر داشتن بهترین عملکرد در زمینه‌های مختلف به عنوان شرکت‌های خصوصی‌شدۀ‌ برتر شناخته‌شدند که پشم‌بافی کشمیر نیز در میان ۹۲ شرکت قرار داشت،‌ ولی در میان ۹ شرکت قرار نگرفت. در بهمن ۱۳۹۷ نتایج پژوهشی در رابطه با نتایج سیاست خصوصی‌سازی در صنایع ایران منتشر شد که بر اساس آن کارخانجات پشم‌بافی کشمیر یکی از ۱۰ شرکتی اعلام شد که پس از خصوصی‌سازی بیشترین آسیب‌ها را دیده‌است.
شرکت پشم‌بافی کشمیر در نهایت در سال ۱۳۹۱ از نظر مالیاتی غیرفعال اعلام شد.

### اعتراضات کارگری
خصوصی‌سازی کارخانۀ پشم‌بافی کشمیر به ورشکستگی این کارخانه و متعاقباً اخراج کارگران منجر شد که موجی از اعتراضات کارگری را در کرمانشاه به دنبال داشت که نزدیک به دو سال استمرار یافت. اخراج کارگران از فروردین ۱۳۸۰ آغاز شد.
در روز سه‌شنبه ۱۲ تیر ۱۳۸۰ شمار زیادی از کارگران با برگزاری تجمعی در برابر ادارۀ کار و امور اجتماعی به عدم پرداخت حقوق و مزایا به مدت ۲ سال (از ۱۳۷۸ تا ۱۳۸۰) و نیز اخراج بدون دلیل‌شان اعتراض داشتند. مدیران جدید بخش خصوصی عدۀ‌ زیادی از کارگران باسابقه را -که در میانشان حتی عده‌ای بیش از ۱۰ سال سابقۀ کار داشتند- تحت عنوان تعدیل نیرو اخراج کرده و این در حالی بود که پس از اخراج آن‌ها دوباره اقدام به استخدام و پرسنل جدید کرده‌بودند. هیأت تشخیص ادارۀ‌ کار نیز رأی به اخراج کارگران داده‌بودند.

در روز ۱۱ شهریور ۱۳۸۰ کارگران اخراج‌شدۀ پشم‌بافی کشمیر بار دیگر در برابر استانداری کرمانشاه دست به تجمع زده و به عدم پرداخت حقوق‌شان اعتراض کردند. برخی از کارگران تا ۱۱ ماه حقوق معوقه داشتند. در این تجمع مدیران کارخانه با نمایندگان کارگران توافق کردند که طی چند روز آینده نیمی از حقوق معوقۀ‌ کارگران را پرداخت کنند.
در آبان ۱۳۸۰ کارگران بار دیگر دست به اعتراض زده و این بار در محوطۀ‌ استانداری دست به تحصن زدند. این تحصن در روز ۷ آبان برگزار شد و طی کارگران اعلام کردند که مدیران کارخانه وام یک میلیاردی دریافت کرده‌اند،‌ اما به رغم تعهدات‌شان در برابر مشکلات کارگران آن را در کارخانه هزینه نکرده‌اند. کارگران اعلام کردند کارخانۀ‌ کشمیر از زمان خصوصی‌سازی در سال ۱۳۸۶ دچار مشکل شده و این مسئله تا جایی پیش رفته که از ابتدای سال ۱۳۸۰ به‌صورت غیرقانونی فعالیت خود را متوقف کرده و در ۶ ماه تجمعات مداوم کارگران، ۸۰ کارگر را نیز اخراج یا بازنشستۀ‌ اجباری کرده‌است. کارگران معتقد بودند مسئولان دولتی استان کرمانشاه در تأمین نیروی كار، تخصیص وام و تعدیل نیرو با مدیران کارخانه همکاری کرده‌اند و به همین دلیل در برابر مشکلات کارگران مسئولیت دارند و از سوی دیگر نیروی انتظامی نیز برخورد مناسبی با کارگران نداشته‌است.
با این وجود معوقات کارگران پرداخت نشد و تجمعات اعتراضی ادامه یافت. در مرداد ۱۳۸۱ سه نمایندۀ کارگران کارخانۀ کشمیر توسط مدیران اخراج شدند. در روز ۱۸ مرداد کارگران در مقابل کارخانه تجمع کرده و اخراج نمایندگان کارگران را در راستای پایمال کردن حقوق کارگران دانستند.